# Der unvergessene Krieg
Der Unvergessene Krieg (in der DDR: „Die Entscheidende Front“, im englischen Original: „The Unknown War“ (wörtlich: Der unbekannte Krieg), Russisch: „Великая Отечественная“ (Der Große Vaterländische Krieg) oder „Неизвестная война“ (Der Unbekannte Krieg)) ist eine 20-teilige US-amerikanische Fernseh-Dokumentarserie, die den Kampf zwischen Nazi-Deutschland und der Sowjetunion im Zweiten Weltkrieg darstellt. Jede Folge dauert ungefähr 48 Minuten.

## Überblick
Für den mitwirkenden Burt Lancaster war die Produktion „das unglaublichste Filmwerk aller Zeiten“ und sowjetische Publizisten nannten sie „einen Meilenstein in der Kinogeschichte“. Auch vielen Kritikern imponierte, was US-amerikanische und sowjetische Dokumentaristen mit großem Aufwand geschaffen hatten: aus den bis dahin noch nie ausgewerteten Filmen sowjetischer Kriegsreporter eine 20-teilige Dokumentation über den Zweiten Weltkrieg aus sowjetischer Sicht zusammenzustellen.
Bekannte Fachleute waren beteiligt: Der US-amerikanische Russland-Experte Harrison E. Salisbury, der im Zweiten Weltkrieg Korrespondent in Moskau war, wirkte beim Drehbuch mit, der US-Produzent Isaac Kleinerman übernahm die künstlerische Leitung, der sowjetische Dokumentarfilmer Roman Karmen durchforstete mit hunderten Helfern die Filmarchive nach geeignetem Material, und Pawel Alexejewitsch Kurotschkin, im Krieg Befehlshaber mehrerer Armeen, hat beraten.
Das Ausgangsmaterial umfasste über eine Million Meter Film, die sowjetische Kameraleute von Beginn mit dem deutschen Überfall auf die Sowjetunion bis zum Ende der Schlacht um Berlin gedreht hatten. 

## Ausstrahlung in der DDR
In der DDR wurden 1979 alle 20 Folgen ausgestrahlt: zuerst die russische Fassung und kurz danach die deutsche. Zu jeder Folge gab es positive Artikel und Leserbriefe in den Zeitungen. Die Propaganda erreichte durch die Bilder aber eher eine gewisse Abschreckung.

## Ausstrahlung in der Bundesrepublik Deutschland
Nach einigem Zögern entschieden sich einige 3. Programme unter Federführung des WDR die Serie zu zeigen. Eine zuerst angedachte Überarbeitung wurde wegen der vielen inhaltlichen Fehler aufgegeben; stattdessen wurden die Folgen im Anschluss in einer 15-minütigen Ergänzung (Historisches Stichwort) von Fachleuten kommentiert. Nicht alle Episoden wurden berücksichtigt – auch wegen inhaltlicher Kritik. In der Bundesrepublik Deutschland wurden nur 15 Folgen gesendet.
Konservative Kreise und beispielsweise der Verband deutscher Soldaten wandten sich vehement gegen die Ausstrahlung.
Die Zeitung Die Zeit fasste 1982 in einem Rückblick die Kritik zusammen: „Der WDR handele im Auftrag fremder Mächte, so wurde behauptet, bezahlte Subjekte in diesem Sender legten es darauf an, Deutschland zu verraten, die Ehre des deutschen Soldaten in den Dreck zu ziehen, die Jugend zu verdummen und die Deutschen in ewige Abhängigkeit zu bringen“.
In einem Interview berichtet der Historiker Wolfram Wette: „Gegen die Ausstrahlung gab es eine unglaubliche Kampagne. In erbosten Briefen empfahlen ehemalige Offiziere dem damaligen WDR-Intendanten Heinz Werner Hübner, der die Serie eingekauft hatte, sich umzubringen.“
Schließlich zeigten alle 3. Programme die Dokumentation, mit Ausnahme des Bayerischen Rundfunks.

## Episoden
| Folge | Originaltitel                      | Deutsche Übersetzung                        | Inhalt                  | Erstaus-strahlung | Anmerkung                 |
| ----- | ---------------------------------- | ------------------------------------------- | ----------------------- | ----------------- | ------------------------- |
| 1     | June 22, 1941                      | 22. Juni 1941                               | Unternehmen Barbarossa  | -                 | -                         |
| 2     | The Battle for Moscow              | Die Schlacht um Moskau                      | -                       | -                 | -                         |
| 3     | The Siege of Leningrad             | Die Belagerung von Leningrad                | -                       | -                 | -                         |
| 4     | To the East                        | Nach Osten                                  | Der deutsche Vormarsch  | -                 | -                         |
| 5     | The Defense of Stalingrad          | Die Verteidigung von Stalingrad             | -                       | -                 | -                         |
| 6     | Survival at Stalingrad             | Überleben in Stalingrad                     | -                       | -                 | -                         |
| 7     | The World’s Greatest Tank Battle   | Die größte Panzerschlacht der Welt          | Panzerschlacht um Kursk | -                 | -                         |
| 8     | War in the Arctic                  | Krieg in der Arktis                         | -                       | -                 | -                         |
| 9     | War in the Air                     | Krieg in der Luft                           | -                       | -                 | in der BRD nicht gesendet |
| 10    | The Partisans                      | Die Partisanen                              | -                       | -                 | in der BRD nicht gesendet |
| 11    | The Battle of the Seas             | Die Schlacht auf den Meeren                 | -                       | -                 | in der BRD nicht gesendet |
| 12    | The Battle of Caucasus             | Die Schlacht im Kaukasus                    | -                       | -                 | -                         |
| 13    | Liberation of the Ukraine          | Befreiung der Ukraine                       | -                       | -                 | -                         |
| 14    | The Liberation of Belorussia       | Die Befreiung Weißrusslands                 | -                       | -                 | -                         |
| 15    | The Balkans to Vienna              | Balkan bis Wien                             | -                       | -                 | -                         |
| 16    | The Liberation of Poland           | Die Befreiung Polens                        | -                       | -                 | -                         |
| 17    | The Allies                         | Die Alliierten                              | -                       | -                 | -                         |
| 18    | The Battle of Berlin               | Die Schlacht um Berlin                      | -                       | -                 | -                         |
| 19    | The Last Battle of the Unknown War | Die letzte Schlacht des unbekannten Krieges | -                       | -                 | in der BRD nicht gesendet |
| 20    | A Soldier of the Unknown War       | Ein Soldat des unbekannten Krieges          | -                       | -                 | in der BRD nicht gesendet |